# Francavilla Angitola
Francavilla Angitola – miejscowość i gmina we Włoszech, w regionie Kalabria, w prowincji Vibo Valentia.

## Zaludnienie
Według danych na rok 2004 gminę zamieszkiwało 2357 osób, 84,2 os./km².